# Jülicher Straße 10 (Mönchengladbach)

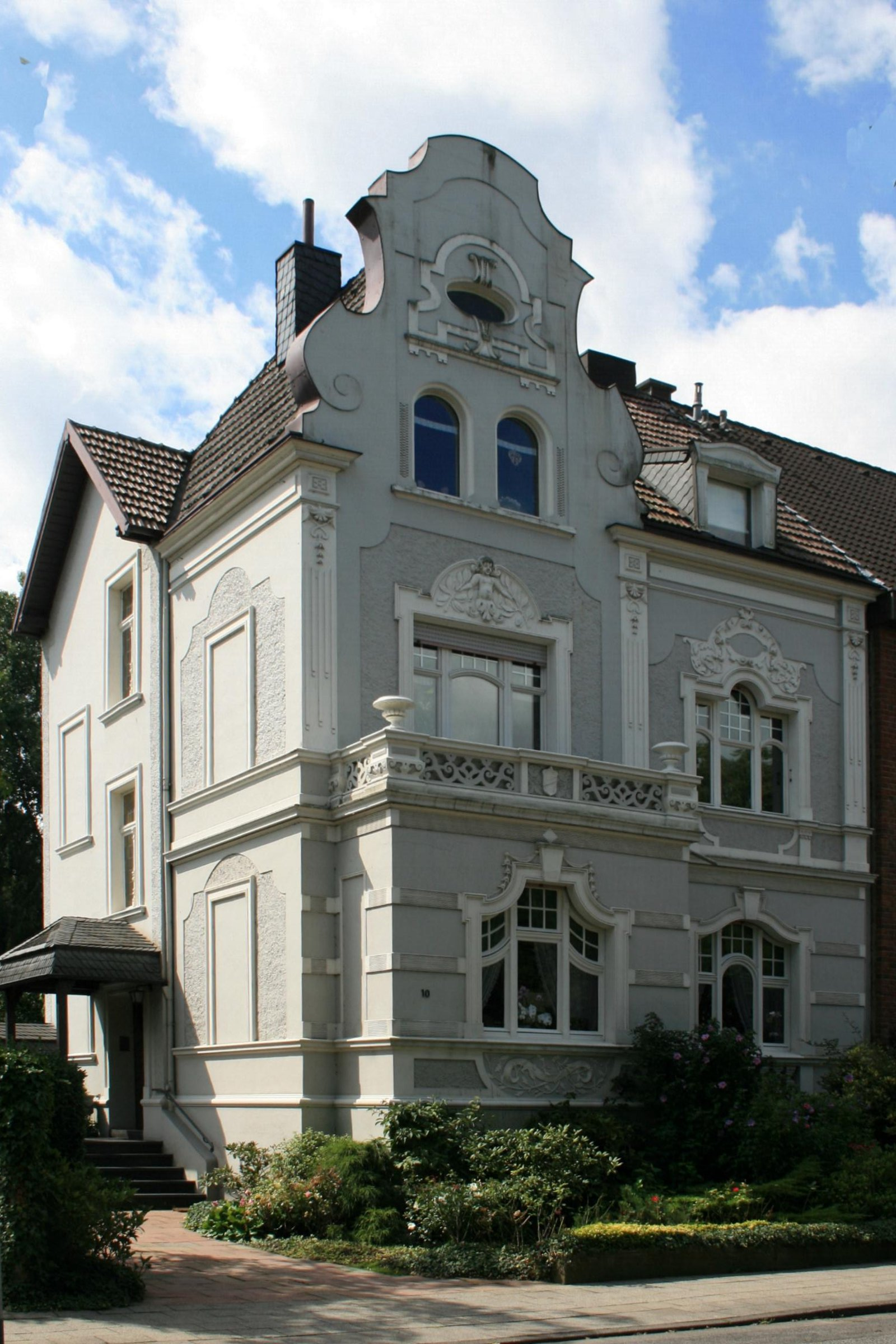
Wohnhaus (2010)

Das Wohnhaus Jülicher Straße 10 steht im Stadtteil Odenkirchen in Mönchengladbach (Nordrhein-Westfalen).
Das Gebäude wurde 1908 erbaut. Es wurde unter Nr. J 001  am 29. August 1994 in die Denkmalliste der Stadt Mönchengladbach eingetragen.

## Lage
Das Wohnhaus Nr. 10 liegt östlich des historischen Ortskerns von Odenkirchen an der Jülicher Straße in unmittelbarer Nähe des Niersgrünzuges.

## Architektur
Es handelt sich um ein traufständiges, zweigeschossiges und zweiachsiges Wohnhaus unter einem Satteldach mit Altan, gebrochenem Schweifgiebel und seitlichem Hauszugang aus dem Jahre 1904.